# Caserta Softball
Il Caserta Softball è una società sportiva di Caserta. Nata nel 1999 come società di softball, la società è affiliata alla F.I.B.S. (Federazione Italiana Baseball Softball). Dal 2013 ha cambiato la propria denominazione societaria in "Polisportiva Baseball & Softball Academy A.S.D".

## Storia
La squadra di softball milita in serie A1 ed ha vinto quattro volte lo Scudetto (2009),(2010),(2011),(2012), due volte la Coppa Italia (2009 e 2012) e vanta due secondi e un terzo posto nella Coppa dei Campioni (2010),(2011), (2012).